# Slot Eppishausen
Slot Eppishausen is een kasteel in Eppishausen (gemeente Erlen) in het Zwitserse kanton Thurgau.
De eerste vermelding van het kasteel dateert uit 1190. In 1405 werd het door de Appenzellers verwoest. Het  behoorde toen toe de heren van Helmsdorf. Op de grondvesten van het oude kasteel werd in het begin van de 15e eeuw een nieuw kasteel gebouwd. In 1698 kwam het kasteel in het bezit van de abdij van Muri. In de tweede helft van de 18e eeuw werd het kasteel in barokstijl verbouwd en voorzien van een kapel.
Van 1813-1838 was het landgoed in het bezit van de schrijver Joseph von Lassberg. Hij vernieuwde de gevel, die een Biedermeier stijl kreeg. Hij ontving veel dichters.
Tegenwoordig wordt het huis gebruikt voor ouderenopvang. 